# Polidoro Virgili
Polidoro Virgilio (latin: Polydorus Vergilius, engelska: Polydore Vergil), född omkring 1470 i Urbino, död där 18 april 1555, var en italiensk renässanshumanist.
Virgili, som i sin ungdom var påvlig kammarherre, utgav bland annat den första tryckta samlingen av latinska ordspråk (Liber proverbiorum, 1498). Han tillbragte därefter större delen av livet i England, om vars historia han även utgav flera verk. Virgili var även administrator av Bath och Wells stift.